# Californiajunco
Californiajunco (Junco bairdi) är en fågelart i familjen amerikanska sparvar inom ordningen tättingar. Den förekommer endast på mexikanska halvön Baja California. Tidigare behandlades den som underart till gulögd junco (J. phaeonotus).

## Utseende
Californiajuncon är en medelstor (14–15 cm) amerikansk sparv, mycket lik gulögd junco som den tidigare behandlades som en del av. Den skiljer sig dock genom tydligt blekare fjäderdräkt, rostbeige på flankerna, mycket mindre inslag av svart i ansiktet och mindre storlek, dock inte näbben.

## Utbredning och systematik
Arten förekommer endast i bergstrakter på södra Baja California (Sierra de la Laguna). Den behandlades tidigare som en underart av gulögd junco (Junco phaeonotus) men urskiljs numera vanligen som egen art.

### Familjetillhörighet
Tidigare fördes de amerikanska sparvarna till familjen fältsparvar (Emberizidae) som omfattar liknande arter i Eurasien och Afrika. Flera genetiska studier visar dock att de utgör en distinkt grupp som sannolikt står närmare skogssångare (Parulidae), trupialer (Icteridae) och flera artfattiga familjer endemiska för Karibien.

## Status och hot
Californiajunco har en liten världspopulation bestående av uppskattningsvis endast 2 500–10 000 vuxna individer. Utbredningsområdet är också mycket begränsat. Populationsutvecklingen är dock oklar. På basis av detta listar internationella naturvårdsunionen IUCN arten som nära hotad.

## Namn
Fågelns vetenskapliga artnamn bairdi hedrar den amerikanske ornitologen Spencer Fullerton Baird (1823-1887).